# Асавка (приток Варзы)
Асавка — река в России, протекает в Башкортостане. Устье реки находится в 18 км по правому берегу реки Варзы. Длина реки составляет 10 км.

## Данные водного реестра
По данным государственного водного реестра России относится к Камскому бассейновому округу, водохозяйственный участок реки — Белая от города Бирск и до устья, речной подбассейн реки — Белая. Речной бассейн реки — Кама.
Код объекта в государственном водном реестре — 10010201612111100026022.